# エルシミクロビウム門
エルシミクロビウム門（-もん、Elusimicrobiota）は、2008年に提唱された細菌の門である。
この分類群は、2008年にPachnoda ephippiata（ハナムグリの1種)の幼虫の腸から報告されたElusimicrobium minutum
（エルシミクロビウム・ミヌトゥム; ラテン語で「小さく、捕まえにくい微生物」の意）に対して提唱されたものである。E. minutumは、従来シロアリ後腸に存在し、TG1系統と呼ばれていたグループの最初の培養株と考えられている。
タイプ種であるE. minutum以外の生態ははっきりとしないが、この種は嫌気グラム陰性の従属栄養細菌で、糖類などを発酵して生育する。2011年現在、これ以外は記載されておらず、Ca. "Endomicrobium"を初めとしたいくつかの系統が、シロアリやゴキブリ後腸に生息する原生生物の細胞内共生菌として知られている。